# Federalne Ministerstwo Edukacji, Rodziny, Seniorów, Kobiet i Młodzieży
Federalne Ministerstwo Edukacji, Rodziny, Seniorów, Kobiet i Młodzieży (niem. Bundesministerium für Bildung, Familie, Senioren, Frauen und Jugend, w skrócie: BMBFSFJ) – ministerstwo federalne Niemiec.

## Lista ministrów
| Lp.                                                                | Zdjęcie     | Imię i nazwisko (partia polityczna)         | Objęcie urzędu | Złożenie urzędu                | Długość urzędowania | Rząd                             |
| ------------------------------------------------------------------ | ----------- | ------------------------------------------- | -------------- | ------------------------------ | ------------------- | -------------------------------- |
| Minister ds. rodzinnych                                            |             |                                             |                |                                |                     |                                  |
| 1.                                                                 |             | Franz-Josef Wuermeling (CDU) (1900–1986)    | 20 X 1953      | 29 X 1957                      | 1470 dni            | Drugi rząd Konrada Adenauera     |
| Minister ds. rodziny i młodzieży                                   |             |                                             |                |                                |                     |                                  |
| (1.)                                                               |             | Franz-Josef Wuermeling (CDU) (1900–1986)    | 29 X 1957      | 14 XI 1961                     | 1871 dni            | Trzeci rząd Konrada Adenauera    |
| (1.)                                                               | 14 XI 1961  | Franz-Josef Wuermeling (CDU) (1900–1986)    | 13 XII 1962    | Czwarty rząd Konrada Adenauera | 1871 dni            |                                  |
| 2.                                                                 |             | Bruno Heck (CDU) (1917–1989)                | 14 XII 1962    | 11 X 1963                      | 2119 dni            | Piąty rząd Konrada Adenauera     |
| 2.                                                                 | 17 X 1963   | Bruno Heck (CDU) (1917–1989)                | 26 X 1965      | Pierwszy rząd Ludwiga Erharda  | 2119 dni            |                                  |
| 2.                                                                 | 26 X 1965   | Bruno Heck (CDU) (1917–1989)                | 30 XI 1966     | Drugi rząd Ludwiga Erharda     | 2119 dni            |                                  |
| 2.                                                                 | 1 XII 1966  | Bruno Heck (CDU) (1917–1989)                | 2 X 1968       | Rząd Kurta Georga Kiesingera   | 2119 dni            |                                  |
| 3.                                                                 |             | Aenne Brauksiepe (CDU) (1917–1989)          | 16 X 1968      | Rząd Kurta Georga Kiesingera   | 21 X 1969           | 370 dni                          |
| Minister ds. młodzieży, rodziny i zdrowia                          |             |                                             |                |                                |                     |                                  |
| 4.                                                                 |             | Käte Strobel (SPD) (1907–1996)              | 22 X 1969      | 15 XII 1972                    | 1150 dni            | Pierwszy rząd Willy’ego Brandta  |
| 5.                                                                 |             | Katharina Focke (SPD) (1922–2016)           | 15 XII 1972    | 16 V 1974                      | 1460 dni            | Drugi rząd Willy’ego Brandta     |
| 5.                                                                 | 16 V 1974   | Katharina Focke (SPD) (1922–2016)           | 14 XII 1976    | Pierwszy rząd Helmuta Schmidta | 1460 dni            |                                  |
| 6.                                                                 |             | Antje Huber (SPD) (1924–2015)               | 16 XII 1976    | 4 XI 1980                      | 1959 dni            | Drugi rząd Helmuta Schmidta      |
| 6.                                                                 | 6 XI 1980   | Antje Huber (SPD) (1924–2015)               | 28 IV 1982     | Trzeci rząd Helmuta Schmidta   | 1959 dni            |                                  |
| 7.                                                                 |             | Anke Fuchs (SPD) (1937–2019)                | 28 IV 1982     | Trzeci rząd Helmuta Schmidta   | 1 X 1982            | 156 dni                          |
| 8.                                                                 |             | Heiner Geißler (CDU) (1930–2017)            | 4 X 1982       | 29 III 1983                    | 1088 dni            | Pierwszy rząd Helmuta Kohla      |
| 8.                                                                 | 30 III 1983 | Heiner Geißler (CDU) (1930–2017)            | 26 IX 1985     | Drugi rząd Helmuta Kohla       | 1088 dni            |                                  |
| 9.                                                                 |             | Rita Süssmuth (CDU) (ur. 1937)              | 26 IX 1985     | Drugi rząd Helmuta Kohla       | 6 VI 1986           | 253 dni                          |
| Minister ds. młodzieży, rodziny, kobiet i zdrowia                  |             |                                             |                |                                |                     |                                  |
| (9.)                                                               |             | Rita Süssmuth (CDU) (ur. 1937)              | 6 VI 1986      | 12 III 1987                    | 917 dni             | Drugi rząd Helmuta Kohla         |
| (9.)                                                               | 12 III 1987 | Rita Süssmuth (CDU) (ur. 1937)              | 9 XII 1988     | Trzeci rząd Helmuta Kohla      | 917 dni             |                                  |
| 10.                                                                |             | Ursula Lehr (CDU) (1930–2022)               | 9 XII 1988     | Trzeci rząd Helmuta Kohla      | 18 I 1991           | 770 dni                          |
| Minister ds. rodziny i osób starszych                              |             |                                             |                |                                |                     |                                  |
| 11.                                                                |             | Hannelore Rönsch (CDU) (ur. 1942)           | 18 I 1991      | 17 XI 1994                     | 1399 dni            | Czwarty rząd Helmuta Kohla       |
| Minister ds. kobiet i młodzieży                                    |             |                                             |                |                                |                     |                                  |
| 11.                                                                |             | Angela Merkel (CDU) (ur. 1954)              | 18 I 1991      | 17 XI 1994                     | 1399 dni            | Czwarty rząd Helmuta Kohla       |
| Minister ds. rodziny, osób starszych, kobiet i młodzieży           |             |                                             |                |                                |                     |                                  |
| 12.                                                                |             | Claudia Nolte (CDU) (ur. 1966)              | 17 XI 1994     | 26 X 1998                      | 1439 dni            | Piąty rząd Helmuta Kohla         |
| 13.                                                                |             | Christine Bergmann (SPD) (ur. 1939)         | 27 X 1998      | 22 X 2002                      | 1456 dni            | Pierwszy rząd Gerharda Schrödera |
| 14.                                                                |             | Renate Schmidt (SPD) (ur. 1943)             | 22 X 2002      | 22 XI 2005                     | 1127 dni            | Drugi rząd Gerharda Schrödera    |
| 15.                                                                |             | Ursula von der Leyen (CDU) (ur. 1958)       | 22 XI 2005     | 28 X 2009                      | 1469 dni            | Pierwszy rząd Angeli Merkel      |
| 15.                                                                | 28 X 2009   | Ursula von der Leyen (CDU) (ur. 1958)       | 30 XI 2009     | Drugi rząd Angeli Merkel       | 1469 dni            |                                  |
| 16.                                                                |             | Kristina Schröder (CDU) (ur. 1977)          | 30 XI 2009     | Drugi rząd Angeli Merkel       | 17 XII 2013         | 1478 dni                         |
| 17.                                                                |             | Manuela Schwesig (SPD) (ur. 1974)           | 17 XII 2013    | 2 VI 2017                      | 1263 dni            | Trzeci rząd Angeli Merkel        |
| 18.                                                                |             | Katarina Barley (SPD) (ur. 1968)            | 2 VI 2017      | 14 III 2018                    | 285 dni             | Trzeci rząd Angeli Merkel        |
| 19.                                                                |             | Franziska Giffey (SPD) (ur. 1978)           | 14 III 2018    | 20 V 2021                      | 1163 dni            | Czwarty rząd Angeli Merkel       |
| 20.                                                                |             | Christine Lambrecht (SPD) (ur. 1965)        | 20 V 2021      | 8 XII 2021                     | 202 dni             | Czwarty rząd Angeli Merkel       |
| 21.                                                                |             | Anne Spiegel (Sojusz 90/Zieloni) (ur. 1980) | 8 XII 2021     | 25 IV 2022                     | 138 dni             | Rząd Olafa Scholza               |
| 22.                                                                |             | Lisa Paus (Sojusz 90/Zieloni) (ur. 1968)    | 25 IV 2022     | 6 V 2025                       | 1107 dni            | Rząd Olafa Scholza               |
| Minister ds. edukacji, rodziny, osób starszych, kobiet i młodzieży |             |                                             |                |                                |                     |                                  |
| 23.                                                                |             | Karin Prien (CDU) (ur. 1965)                | 6 V 2025       | nadal                          | 105 dni             | Rząd Friedricha Merza            |